# ガボン航空
ガボン航空（ガボンこうくう、英語: Gabon Airlines）はガボンのリーブルヴィルに本拠地を置く航空会社である。主にアフリカとヨーロッパの路線を運航している。

## 歴史
2006年11月8日にガボンの運輸大臣から正式な許可を得て、2007年に民間投資家、銀行、保険会社によって設立された。CEOには、元ガボン大統領オマール・ボンゴの息子である、クリスチャン・ボンゴ・オンディンバが就任した。
2007年4月11日に営業運航を開始した。当初は、リーブルヴィル-パリ線を運行していた。保有機材拡大に伴って、南アフリカ、中央アフリカ諸国へ路線を拡大した。

## 就航都市
アフリカ
- コンゴ共和国：ポワントノワール
- ガボン：リーブルヴィル（ハブ空港）、ポールジャンティ
- 南アフリカ共和国：ヨハネスブルグ

ヨーロッパ
- フランス：マルセイユ、パリ（ド・ゴール）

## 保有機材
| 機種                    | 保有数 | 座席数 | 備考         |
| ----------------------- | ------ | ------ | ------------ |
| ATR72-600               | 2      | 72     | 2024年導入。 |
| ボンバルディアCRJ-900LR | 1      | 90     | 2025年導入。 |
| 合計                    | 3      |        |              |

### 過去の保有機材
- ATR 42-320
- ボーイング767-200
- エンブラエル EMB-120
- フォッカー F28-2000

## 安全性
- 2011年現在、ガボンの航空会社は原則全てヨーロッパ域内への乗り入れが禁じられているが、ガボン航空は厳しい条件の元で乗り入れが許されている[1]。

## 参考
1. ↑  EC revises list of banned airlines